# شری رز
شری رُز (انگلیسی: Sherrie Rose؛ زادهٔ ۲۴ فوریهٔ ۱۹۶۶) بازیگر، تهیه‌کننده فیلم، فیلم‌نامه‌نویس و کارگردان اهل ایالات متحده آمریکا است.
از فیلم‌ها یا مجموعه‌های تلویزیونی که وی در آن‌ها نقش داشته است می‌توان به نه عقب‌نشینی، نه تسلیم ۳: برادران تنی، فرزندان آشوب، شوالیه شیطان، زندگی این دختر و متأهل… بچه‌دار اشاره نمود.